# Thẩm thấu ngược

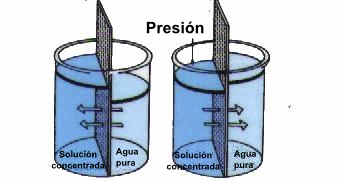
Hình minh họa "thẩm thấu ngược"

Thẩm thấu ngược (tiếng Anh gọi là reverse osmosis, viết tắt R.O.) là một quy trình công nghệ dùng để sản xuất nước sạch cho dân dụng.

## Định nghĩa
Thẩm thấu ngược bao gồm một quá trình làm sạch nước ban đầu được phát triển để khử muối có trong nước biển. Ý tưởng tạo ra quá trình này là làm cho nước biển có thể sử dụng được cho các hoạt động của cuộc sống như dùng để uống, giặt giũ, tái chế và thậm chí có thể sản xuất năng lượng. Quá trình này đã rất thành công và nó hoạt động một cách hiệu quả trong việc loại bỏ muối và các khoáng chất biển khác ra khỏi nước biển. Các nhà máy xử lý nước và các hệ thống thiết bị làm sạch đã sử dụng nhiều quá trình thẩm thấu ngược để lọc sạch và làm thanh khiết nước.
Theo Hiệp hội khử muối Quốc tế (International Desalination Association-IDA), có hơn 1300 nhà máy nước đang vận hành thành công với công nghệ thẩm thấu ngược. Nước đã được làm sạch được sử dụng cho các mục đích công nghiệp cũng như sản xuất nước đóng chai.

## Quy trình xử lý
Để hiểu được quá trình thẩm thấu ngược, đầu tiên chúng ta phải xem xét quá trình thẩm thấu. Nước có xu hướng di chuyển sang các dung dịch hòa tan có nồng độ cao. Thẩm thấu là quá trình xảy ra giữa hai dung dịch, được ngăn bởi một lớp màng bán thấm và một trong hai dung dịch có nồng độ cao có xu hướng làm cân bằng chúng vì nước sẽ di chuyển từ dung dịch có nồng độ thấp sang dung dịch có nồng độ cao hơn làm cho cân bằng tỉ lệ hòa tan dung môi. Khi thẩm thấu ngược, áp suất được áp dụng để giữ nước khỏi di chuyển sang dung dịch có nồng độ cao. Khi nước được đẩy sang dung dịch có nồng độ thấp hơn và đi qua một lớp màng được đục lỗ, chất tan được tách ra khỏi dung dịch và chỉ có nước nguyên chất đi qua được lớp màng bán thấm.

### Màng lọc RO
Màng lọc RO được sản xuất từ chất liệu Polyamit, công nghệ lọc RO được phát minh và nghiên cứu từ những năm 50 của thế kỷ trước và phát triển hoàn thiện vào thập niên 70. Đầu tiên nó nó được nghiên cứu và ứng dụng chủ yếu cho lĩnh vực hàng hải và vũ trụ của Hoa Kỳ. Được phát minh bởi nhà khoa học Oragin. Sau này công nghệ RO được ứng dụng rộng rãi vào trong đời sống và sản xuất, như sản xuất nước uống, cung cấp nước tinh khiết cho sản xuất thực phẩm, dược phẩm hay phòng thí nghiệm...

### Nguyên lý hoạt động của màng RO
Theo một cơ chế ngược lại với các cơ chế lọc thẩm thấu thông thường, nhờ lực hấp dẫn của trái đất để tạo ra sự thẩm thấu của các phân tử nước qua các mao mạch của lõi lọc (chẳng hạn như lõi lọc dạng gốm Ceramic). Màng lọc RO hoạt động trên cơ chế chuyển động của các phần tử nước nhờ áp lực nén của máy bơm cao áp tạo ra một dòng chảy mạnh (đây có thể gọi là quá trình phân ly trong chính dòng nước ở môi trường bình thường nhờ áp lực) đẩy các thành phần hóa học, các kim loại, tạp chất..có trong nước chuyển động mạnh, văng ra vùng có áp lực thấp hay trôi theo dòng nước ra ngoài theo đường thải (giống như nguyên lý hoạt động của thận người). Trong khí đó các phân tử nước thì lọt qua các mắt lọc cỡ kích cỡ 0,0001 micromet (nhỏ hơn 500,000 lần so với đường kính một sợi tóc của con người) nhờ áp lực dư, với kích cỡ mắt lọc này thì hầu hết các thành phần hóa chất kim loại, các loại vi khuẩn đều không thể lọt qua.
Quy trình xử lý nước uống tinh khiết theo công nghệ R.O. (trên máy lọc nước RO gia đình tiêu chuẩn) gồm có các công đoạn như sau:
1. PP (Polipropylen): kích thước của cặn lọc được, từ 1 µm đến 5µm; Lọc giữ lại tạp chất dạng như: cát, rong rêu, gỉ sắt...
2. Carbon (UDF): Hấp thụ ion kim loại nặng, khử hóa chất, độc tố.
3. Carbon (CTO): Khử màu, khử mùi, làm trong nước, cân bằng độ pH.
4. Màng lọc R.O (R.O. membrane): Kích thước của cặn lọc được là 0,001µm; Lọc thải vi khuẩn, làm giảm độ TDS, tạo ra nguồn nước tinh khiết.
5. Carbon T/33: Làm từ than hoạt tính của dừa, có tác dụng làm cho nước uống có vị ngọt mát tự nhiên.

Các loại nước mà một hệ thống thẩm thấu ngược xử lý được:
Đối với một hệ thống thẩm thấu ngược, nước đầu vào có thể lấy từ ba nguồn chủ yếu. Nước máy, nước ngầm và nước biển. Nước máy là nguồn phổ biến nhất sử dụng cho các hệ thống thẩm thấu ngược. Các tạp chất và cặn có trong nước máy có thể được loại bỏ dễ dàng với một hệ thống RO và hơn nữa, nó cũng làm mềm nước và loại bỏ được các loại mùi vị. Nước lấy từ các nguồn này, sau khi đi qua hệ thống RO được phân loại dựa trên cơ sở hàm lượng Tổng chất rắn hòa tan (Total Dissolved Solid-TDS) có trong nước. Hiệp hội sức khỏe Mỹ (American Health Association-AHA ) đã công bố rằng chỉ số TDS có trong nước uống nên nhỏ hơn 1,000 PPM. Nước có hàm lượng TDS cao hơn có thể được dùng cho các mục đích công nghiệp khác như phục vụ nông nghiệp, khai thác mỏ, đóng chai…

## Ứng dụng của hệ thống thẩm thấu ngược trong hộ gia đình
Các hệ thống thẩm thấu ngược được thiết kế cẩn thận hơn cho các mục đích của hộ gia đình và có các lớp màng lọc có chất lượng cao để đảm bảo có được nước uống chất lượng cao với hàm lượng TDS ít nhất. Một vài điểm đặc trưng quan trọng hơn của các hệ thống thẩm thấu ngược trong hộ gia đình được đề cập dưới đây:
1. Nước lọc qua hệ thống lọc sẽ đạt mức tinh khiết và có thể uống được ngay
2. Quá trình lọc được chia thành các giai đoạn như: Tiền xử lý, lọc thô, loại bỏ các tạp chất như bùn đất, rỉ sét...
3. Các lớp màng lọc có thể được thay thế dễ dàng và chỉ mất ít chi phí.
4. Vòi nước lọc có thể kết nối dễ dàng với các thiết bị phân phối nước của bạn.
5. Hệ thống hoạt động tự động, có thể tự ngắt quá trình lọc khi bình nước đầy, hoặc nguồn nước đầu vào không có.
6. Các máy lọc nước RO hiện nay có thể có từ 5 đến 10 cấp lọc tùy thuộc các đặc điểm sử dụng

Một số bộ phận cơ bản của hệ thống thẩm thấu ngược dùng trong các hộ gia đình:

### Lọc sơ cấp:
Một bơm áp suất được sử dụng để tạo ra áp lực bên ngoài đẩy nước đi qua hệ thống lọc. Ở công đoạn này, nước được trải qua quá trình tiền xử lý loại bỏ các chất gây ô nhiễm như cát, chất bẩn và các khoáng chất lắng đọng khác. Các lõi lọc sử dụng ở đây gọi là lõi lọc cặn. Thỉnh thoảng khi nước bị hoài nghi nhiễm xăng dầu, lõi lọc cacbon cũng sẽ được sử dụng trong công đoạn lọc sơ cấp để bảo vệ các lớp màng lọc.

### Thiết bị thẩm thấu ngược (Màng lọc RO):
Thiết bị thẩm thấu ngược là yếu tố cơ bản của hệ thống. Các lớp màng thẩm thấu ngược được thiết kế đặc biệt được sử dụng trong thiết bị này để lọc nước và loại bỏ khỏi nước tất cả các loại tạp chất, vi khuẩn. Có hai dạng màng thẩm thấu ngược được sử dụng phổ biến. Màng làm từ vật liệu Cellulose tri-acetate (CTA) dạng cuộn xoắn có khả năng chịu được clo và sẽ không bị hư hại bởi sự có mặt của clo trong nước. Màng mỏng bằng chất liệu đặc biệt không có khả năng chịu được clo và cần phải có các lõi lọc cacbon trong công đoạn xử lý sơ cấp. Với một nguồn nước vào đều đặn, thiết bị thẩm thấu ngược có thể sản xuất một triệu galông nước trong một ngày.

### Lọc thứ cấp:
Các lõi lọc thứ cấp được sử dụng để loại bỏ các loại mùi vị có thể có trong nước. Lọc thứ cấp thường là các lõi lọc cacbon và nước sẽ đi qua chúng sau khi đi ra khỏi thiết bị thẩm thấu ngược.

### Bộ khống chế dòng chảy và hệ thống nước thải:
Thiết bị thẩm thấu ngược cũng có một đường nước thải để cho thoát tất cả các tạp chất và chất gây ô nhiễm ra khỏi hệ thống. Ống nước thải và ống cấp nước sạch đều được gắn vào thiết bị thẩm thấu ngược, do đó cần phải có một bộ phận khống chế dòng chảy để giữ nước sạch không đi xuống đường nước thải.

### Bình chứa nước:
Một bình chứa lớn được sử dụng để tích trữ nước đã được lọc. Bình nước này thường có thể tích trữ lên đến 2.5 galông nước. Nước này có thể được dùng cho các mục đích để uống hoặc bất cứ nhu cầu sử dụng hàng ngày nào khác.